# بوسیلوواتس
بوسیلوواتس (صربی: Busilovac}} یک منطقهٔ مسکونی در صربستان است که در Pomoravlje District واقع شده‌است.
 بوسیلوواتس  ۱٬۰۴۱ نفر جمعیت دارد.